# سعید غلامعلی‌بیگی
سعید غلامعلی‌بیگی (زادهٔ ۱۳ شهریور ۱۳۷۲ در تویسرکان) بازیکن فوتبال اهل ایران است که در پست هافبک دفاعی برای باشگاه هوادار در لیگ برتر بازی می‌کند.

## دوران باشگاهی

### سایپا
وی اولین بازی خود در لیگ برتر خلیج فارس را در هفته سوم لیگ برتر فوتبال ایران ۹۹–۱۳۹۸، مقابل باشگاه فوتبال نساجی مازندران انجام داد.

### نساجی مازندران
وی در فصل ۹۹–۱۴۰۰ با عقد قراردادی دو ساله به نساجی مازندران پیوست و در اکثر پست‌ها برای این تیم به میدان رفت و هواداران نساجی به او لقب آچار فرانسه دادند

## افتخارات

### نفت مسجدسلیمان
- لیگ آزادگان (دسته یک)(۱): ۹۷–۱۳۹۶

### شاهین بوشهر
- لیگ آزادگان (دسته یک) نایب قهرمان(۱): ۹۸–۱۳۹۷

### نساجی مازندران
- جام حذفی(۱): ۰۱–۱۴۰۰